# شهرستان گوتیان
شهرستان گوتیان (به لاتین: Gutian County) یک منطقهٔ مسکونی در چین است که در نینگده واقع شده‌است.